# Géo Lefèvre
Géo Lefèvre (1877 – 1961) var fransk journalist og manden der fik ideen til Tour de France. I 1902 forslog han sin redaktør Henri Desgrange på avisen L'Auto, en forgænger til sportsavisen l'Équipe, Tour de France som en måde at øge avisens oplag. Allerede i sommeren 1903 blev det første Tour de France kørt og Géo Lefèvre fungerede under løbet både som direktør, dommer og tidtager. 
Géo Lefèvre spillede desuden en stor rolle i tidlig cycle cross